# Congrès des psychanalystes de langue française

## Histoire
La première conférence des psychanalystes de langue française se tient à Genève, le dimanche 1er août 1926. Réunis pour le congrès des médecins aliénistes et neurologistes de France et des pays de langue française où doit intervenir Hervé Claude, plusieurs médecins suisses et français tiennent une conférence et fondent une commission linguistique pour l'unification du vocabulaire psychanalytique français. À cette première conférence, interviennent René Laforgue (Schizophrénie et schizonoïa) et Charles Odier (Contribution à l'étude du surmoi et du phénomène moral).
La deuxième conférence se tient à Blois, le 27 juillet 1927, autour d'un rapport de Charles Odier sur la névrose obsessionnelle. La troisième réunion, intitulée « Technique de la psychanalyse », se tient à Paris, elle est désormais indépendante à l'égard du Congrès des médecins aliénistes et neurologistes. Les conférences sont traversées par les débats que suscite la psychanalyse en ses débuts et qui sont incarnés par deux groupes, un groupe réuni autour des « freudiens orthodoxes », les Français Marie Bonaparte, Rudolph Loewenstein et Eugénie Sokolnicka et les Suisses Raymond de Saussure et Charles Odier, et un groupe lié à la médecine hospitalière, partisans d'« une psychanalyse à la française » : Édouard Pichon, Angelo Hesnard, René Allendy, Georges Parcheminey, Henri Codet, rejoints ultérieurement par René Laforgue.
En 1932, le succès de la conférence permet l'allongement de sa durée : la 6e conférence est organisée sur deux jours, autour du thème « L'hystérie de conversion », avec des rapports de Georges Parcheminey et Blanche Jouve-Reverchon. Un message de Max Eitingon, alors président de l'Association psychanalytique internationale (API), est lu à l'ouverture des journées, montrant l'accueil favorable de l'association à l'égard d'une entreprise qui s'institutionnalise.
Lors de l'éclatement de la Société psychanalytique de Paris, celle-ci conserve l'organisation des conférences, qui prennent en 1955 le nom de Congrès. En 1965, l'Association psychanalytique de France, qui est adhérente de l'API, puis la Fédération européenne de psychanalyse créée en 1966, prennent leur place dans l'organisation des journées. Les congrès se tiennent alors alternativement à Paris et dans un pays francophone, Suisse, Belgique, ou Canada (Québec), tandis que le nom est modifié, la mention de « psychanalystes de langue française » remplaçant celle de « pays romans ».